# Лауреаты Государственной премии Российской Федерации за 1997 год
Лауреаты Государственной премии Российской Федерации за 1997 год были названы указами президента Российской Федерации Бориса Ельцина от 6 и 10 июня 1997 года.

## Лауреаты в области литературы и искусства
За художественный фильм «Белое солнце пустыни»
- Мотыль, Владимир Яковлевич, режиссёр-постановщик.
- Ежов, Валентин Иванович, автор сценария.
- Ибрагимбеков, Рустам Мамед Ибрагимович, автор сценария.
- Розовский, Эдуард Александрович, оператор-постановщик.
- Шварц, Исаак Иосифович, композитор.
- Кузнецов, Анатолий Борисович, исполнитель главной роли.
- Луспекаев, Павел Борисович (посмертно), исполнитель главной роли.
- Мишулин, Спартак Васильевич, исполнитель главной роли

### В области литературы
За книгу «И тогда приходят мародеры»
- Бакланов, Григорий Яковлевич, прозаик.

За книгу «Высшая мера» и рассказы последних лет
- Екимов, Борис Петрович, прозаик.

За трилогию «Семейная хроника» (повести «Капитан Дикштейн», «Жребий N 241», «Блок — ада»)
- Кураев, Михаил Николаевич, прозаик.

### В области архитектуры
За комплекс факультетов естественных наук Якутского государственного университета в г. Якутске
- Николаев, Иннокентий Афанасьевич, архитектор.
- Румянцев, Николай Иннокентьевич, архитектор.

За административное здание Уникомбанка в Даевом переулке Москвы
- Солопов, Дмитрий Сергеевич, руководитель авторского коллектива.
- Алтабаева, Людмила Валентиновна, архитектор.
- Иванова, Лариса Александровна, архитектор.
- Колосницин, Владимир Васильевич, архитектор.
- Коссдорфф, Герт, архитектор.
- Пшеничников, Дмитрий Владимирович, архитектор.
- Плакс, Аркадий Мордухович, инженер-конструктор.

### В области дизайна
За научный труд по теории, истории и практике дизайна «Библиотека дизайнера»
- Аронов, Владимир Рувимович, искусствовед.
- Генисаретский, Олег Игоревич, искусствовед.
- Кузьмичев, Лев Александрович, искусствовед.
- Курьерова, Галина Григорьевна, искусствовед.
- Сидоренко, Владимир Филиппович, искусствовед.
- Устинов, Александр Георгиевич, искусствовед.
- Федоров, Мстислав Вениаминович, искусствовед.
- Черневич, Елена Всеволодовна, искусствовед.

За коллекцию спортивного и охотничьего оружия
- Безбородов, Николай Александрович, конструктор.
- Драгунов, Евгений Фёдорович (посмертно), конструктор.
- Калашников, Михаил Тимофеевич, конструктор.
- Нестеров, Азарий Иванович, конструктор.
- Никонов, Геннадий Николаевич, конструктор.
- Стронский, Владимир Дмитриевич, конструктор.
- Суслопаров, Владимир Федорович, конструктор.
- Фарафошин, Владимир Валентинович, технолог.

### В области изобразительного искусства
За сценографию спектаклей 1990—1996 годов «Самоубийца» Н. Эрдмана, «Медея» Еврипида в Московском театре драмы и комедии на Таганке и «Аномалия» А. Галина в Московском театре «Современник»
- Боровский-Бродский, Давид Львович, художник театра.

За цикл живописных пейзажей, посвященных России
- Зверьков, Ефрем Иванович, художник.

### В области киноискусства
За художественный фильм «Кавказский пленник»
- Бодров, Сергей Владимирович, режиссёр-постановщик, автор сценария.
- Алиев, Ариф Тагиевич, автор сценария.
- Лебешев, Павл Тимофеевич, оператор-постановщик.
- Бодров, Сергей Сергеевич, исполнитель главной роли.
- Меньшиков, Олег Евгеньевич, исполнитель главной роли.
- Гиллер, Борис Абрамович, автор идеи, сценария, продюсер.

За мультипликационные сериалы «Следствие ведут Колобки» и «Братья — Пилоты»
- Татарский, Александр Михайлович, автор идеи, сценариев, режиссёр, художественный руководитель.

### В области музыкального и хореографического искусства
За партию Тоски в спектакле Государственного академического Большого театра России «Тоска» Дж. Пуччини и концертные программы 1996—1997 годов
- Касрашвили, Маквала Филимоновна, солистка оперы.

За симфонию «Русь зелёная, белоснежная» и «Метаморфозы темы И.-С. Баха» для альта и камерного ансамбля
- Леденев, Роман Семёнович, композитор.

За Концерт N 6 для скрипки, струнного оркестра и флейты и хоровую поэму «Посвящение» на стихи А. С. Пушкина и М. Ю. Лермонтова
- Чалаев, Ширвани Рамазанович, композитор.

### В области театрального искусства
За сохранение и развитие традиций русского психологического театра в спектакле Московского Художественного академического театра имени А. П. Чехова «Три сестры»
- Ефремов, Олег Николаевич, режиссёр-постановщик.

За создание театра «Мастерская П. Фоменко»
- Фоменко, Пётр Наумович, режиссёр-постановщик.

### В области эстрадного и циркового искусства
За концертные программы 1992—1997 годов Государственного камерного оркестра джазовой музыки
- Лундстрем, Олег Леонидович, дирижёр.

### В области просветительской деятельности
За фестивали «Музыкальная осень в Твери»
- Боярский, Владимир Ефимович.

За пропаганду и развитие творческих идей К. С. Станиславского и Вл. И. Немировича-Данченко
- Давыдов, Владлен Семёнович
- Табаков, Олег Павлович

За цикл телевизионных передач «Играй, гармонь любимая!»
- Заволокин, Геннадий Дмитриевич.

За многотомные продолжающиеся издания «Памятники культуры. Новые открытия» и «Российский архив. История Отечества в свидетельствах и документах XVIII—XX вв.»
- Князевская, Татьяна Борисовна
- Налепин, Алексей Леонидович

## Лауреаты в области науки и техники[1]
За комплексное исследование русских говоров Среднего Приобья (1964—1995 годы)
- Блинова, Ольга Иосифовна, доктор филологических наук, профессор Томского государственного университета, руководитель работы.
- Банкова, Татьяна Борисовна, кандидат филологических наук, доцент.
- Гынгазова, Людмила Георгиевна, кандидат филологических наук, доцент.
- Демешкина, Татьяна Алексеевна, кандидат филологических наук, доцент.
- Захарова, Людмила Андреевна, кандидат филологических наук, доцент.
- Иванцова, Екатерина Вадимовна, кандидат филологических наук, доцент.
- Сыпченко, Светлана Васильевна, кандидат филологических наук, доцент, — работник того же университета;
- Палагина, Вера Владимировна, доктор филологических наук (посмертно).

За создание и развитие химии органических соединений пентакоординированного кремния
- Воронков, Михаил Григорьевич, академик, советник Российской академии наук, руководитель работы;
- Пестунович, Вадим Александрович, доктор химических наук, заведующий лабораторией Иркутского института органической химии Сибирского отделения Российской академии наук.
- Сидоркин, Валерий Фёдорович, кандидат химических наук, старший научный сотрудник.
- Фролов, Юлий Леонидович, доктор химических наук, заместитель директора, — работник того же института;
- Дьяков, Валерий Михайлович, доктор химических наук, начальник лаборатории Государственного научного центра Российской Федерации «Государственный научно — исследовательский институт химии и технологии элементоорганических соединений»;
- Бауков, Юрий Иванович, доктор химических наук, заведующий кафедрой Российского государственного медицинского университета.
- Шипов, Александр Геннадьевич, кандидат химических наук, ведущий научный сотрудник того же университета;
- Стручков, Юрий Тимофеевич, член-корреспондент Российской академии наук (посмертно).

За создание комплекса «Ангара-5-1» и проведение цикла исследований по физике высоких плотностей энергии и излучающей плазмы многозарядных ионов
- Смирнов, Валентин Пантелеймонович, доктор физико-математических наук, заместитель директора Государственного научного центра Российской Федерации «Троицкий институт инновационных и термоядерных исследований», руководитель работы.
- Грабовский, Евгений Валентинович, кандидат технических наук, заместитель директора отделения.
- Захаров, Сергей Васильевич, кандидат физико-математических наук, начальник лаборатории.
- Недосеев, Сергей Леонидович, кандидат физико-математических наук, начальник лаборатории.
- Олейник, Георгий Михайлович, кандидат технических наук, начальник лаборатории, — работник того же центра;
- Глухих, Василий Андреевич, академик, директор Государственного предприятия «Научно-исследовательский институт электрофизической аппаратуры имени Д. В. Ефремова».
- Печерский, Олег Петрович, доктор технических наук, директор научно-технического центра «Сириус» того же предприятия;
- Фортов, Владимир Евгеньевич, академик, главный научный сотрудник научно-исследовательского центра теплофизики импульсных воздействий Объединённого института высоких температур Российской академии наук.

За цикл работ «Динамика интенсивных шумовых волн и нелинейных структур в средах без дисперсии»
- Гурбатов, Сергей Николаевич, доктор физико-математических наук, заведующий кафедрой Нижегородского государственного университета имени Н. И. Лобачевского.
- Малахов, Аскольд Николаевич, доктор физико-математических наук, профессор.
- Саичев, Александр Иванович, доктор физико-математических наук, профессор, — работник того же университета;
- Пелиновский, Ефим Наумович, доктор физико-математических наук, главный научный сотрудник Института прикладной физики Российской академии наук;
- Руденко, Олег Владимирович, доктор физико-математических наук, заведующий кафедрой Московского государственного университета имени М. В. Ломоносова.
- Чиркин, Анатолий Степанович, доктор физико-математических наук, ведущий научный сотрудник того же университета;
- Рыбак, Самуил Акивович, доктор физико-математических наук, заведующий сектором Государственного научного центра Российской Федерации «Акустический институт имени академика Н. Н. Андреева»;
- Фридман, Вениамин Ефимович, доктор физико-математических наук, ведущий научный сотрудник Научно-исследовательского радиофизического института.

За цикл монографий о становлении и развитии отношений России и США с XVIII века по 1867 год
- Болховитинов, Николай Николаевич, академик, руководитель центра североамериканских исследований Института всеобщей истории Российской академии наук.

За монографию «Физическая тектоника»
- Артюшков, Евгений Викторович, член-корреспондент Российской академии наук, главный научный сотрудник Института планетарной геофизики Объединенного института физики Земли имени О. Ю. Шмидта Российской академии наук.

За выведение и совершенствование горно-алтайской породы пуховых коз
- Альков, Григорий Владимирович, заведующий лабораторией Горно-Алтайского научно-исследовательского института сельского хозяйства Сибирского отделения Российской академии сельскохозяйственных наук, руководитель работы.
- Тадыкин, Василий Николаевич, старший научный сотрудник того же института;
- Туймешев, Ким Когонович, начальник отдела Комитета сельского хозяйства и продовольствия Республики Алтай;
- Манжин, Владимир Леонидович, главный специалист представительства Государственного комитета Российской Федерации по вопросам развития Севера в Республике Алтай;
- Шартланов, Чабыш Корлунович, старший чабан колхоза «Мухор-Тархата»;
- Краскова, Зоя Кузьминична (посмертно).
- Курдяпов, Мамый (посмертно).
- Окулич-Казарина, Лидия Владиславовна (посмертно).

За разработку сухожильно-мышечной пластики — нового научно-практического направления в системе реабилитации ортопедотравматологических больных
- Краснов, Александр Фёдорович, академик Российской академии медицинских наук, ректор Самарского государственного медицинского университета, руководитель работы.
- Аршин, Владимир Михайлович, доктор медицинских наук, заведующий кафедрой.
- Котельников, Геннадий Петрович, доктор медицинских наук, проректор.
- Мирошниченко, Валентин Филимонович, кандидат медицинских наук, доцент.
- Савин, Александр Михайлович, доктор медицинских наук, проректор.
- Углова, Маргарита Владимировна, доктор медицинских наук, профессор.
- Чернов, Алексей Петрович, доктор медицинских наук, профессор, — работник того же университета;
- Миронов, Сергей Павлович, доктор медицинских наук, заместитель управляющего делами Президента Российской Федерации — генеральный директор Медицинского центра Управления делами Президента Российской Федерации.

За цикл работ по клинике, этиотропной диагностике и терапии неизвестных ранее инфекционных заболеваний
- Малеев, Виктор Васильевич, член-корреспондент Российской академии медицинских наук, заместитель директора Центрального научно-исследовательского института эпидемиологии.
- Покровский, Валентин Иванович, академик Российской академии медицинских наук, директор.
- Машилов, Вадим Петрович, доктор медицинских наук, ведущий научный сотрудник, — работник того же института;
- Прозоровский, Сергей Викторович, академик Российской академии медицинских наук, директор Института эпидемиологии и микробиологии имени почетного академика Н. Ф. Гамалеи Российской академии медицинских наук.
- Тартаковский, Игорь Семёнович, доктор биологических наук, руководитель лаборатории того же института;
- Дроздов, Сергей Григорьевич, академик Российской академии медицинских наук, директор Института полиомиелита и вирусных энцефалитов имени М. П. Чумакова Российской академии медицинских наук.
- Шекоян, Лилита Арменаковна, кандидат медицинских наук, ведущий научный сотрудник того же института;
- Васильева, Веста Ивановна, доктор медицинских наук (посмертно).

За создание научных основ, разработку и промышленное внедрение информационно-измерительных комплексов и средств контроля качества в процессе проектирования и производства специальных магнитных систем, магнитотвердых материалов и постоянных магнитов
- Каневский, Евгений Иоганович, кандидат технических наук, начальник сектора Государственного научно-производственного предприятия «Исток»;
- Лаврентьев, Юрий Вячеславович, ведущий конструктор Государственного научно-производственного предприятия «Торий».
- Михалев, Александр Козьмич, главный инженер того же предприятия;
- Подольский, Игорь Дмитриевич, кандидат технических наук, начальник отдела — главный метролог Государственного предприятия «Спецмагнит»;
- Сергеев, Виктор Георгиевич, доктор технических наук, бывший заведующий кафедрой Московского энергетического института (технического университета);
- Силантьев, Николай Николаевич, кандидат технических наук, заместитель начальника отдела Центрального научно-исследовательского института измерительной аппаратуры.
- Тугарин, Вячеслав Георгиевич, кандидат технических наук, главный инженер.
- Тупикин, Владимир Дмитриевич, кандидат физико-математических наук, директор, — работник того же института.

За разработку и промышленное внедрение прогрессивных материалов, оборудования и технологии бестраншейного восстановления подземных трубопроводов
- Храменков, Станислав Владимирович, генеральный директор Московского государственного предприятия «Мосводоканал».
- Штопоров, Владимир Николаевич, начальник управления того же предприятия;
- Клыгин, Владимир Николаевич, кандидат химических наук, инженер II категории Государственного унитарного предприятия «Сант» Московского государственного предприятия «Мосводоканал».
- Лоскутова, Лидия Николаевна, кандидат технических наук, ведущий инженер.
- Маряшин, Владимир Константинович, начальник лаборатории.
- Павлов, Евгений Петрович, директор, — работник того же предприятия;
- Дрейцер, Владимир Исаакович, кандидат технических наук, директор товарищества с ограниченной ответственностью «Комстек»;
- Шаронова, Людмила Михайловна, генеральный директор акционерного общества "Научно-производственная фирма «Рекат».

За разработку, создание и внедрение методов и средств электромагнитного контроля для обеспечения техногенной безопасности и качества промышленных объектов
- Клюев, Владимир Владимирович, член-корреспондент Российской академии наук, генеральный директор акционерного общества "Московское научно-производственное объединение «Спектр», руководитель работы.
- Мужицкий, Владимир Фёдорович, доктор технических наук, заведующий отделом.
- Федосенко, Юрий Кириллович, доктор технических наук, заведующий отделом, — работник того же акционерного общества;
- Герасимов, Виктор Григорьевич, доктор технических наук, профессор Московского энергетического института (технического университета).
- Покровский, Алексей Дмитриевич, доктор технических наук, профессор.
- Сухоруков, Василий Васильевич, доктор технических наук, профессор, — работник того же института;
- Горкунов, Эдуард Степанович, доктор технических наук, директор Института машиноведения Уральского отделения Российской академии наук;
- Коннов, Владимир Васильевич, доктор технических наук, начальник отдела акционерного общества "Научно-производственное объединение «Молния».

За разработку и внедрение современных концепций лечения тяжелой сочетанной травмы груди и её осложнений
- Вагнер, Евгений Антонович, академик Российской академии медицинских наук, заведующий кафедрой Пермской государственной медицинской академии, руководитель работы.
- Брунс, Владимир Алексеевич, доктор медицинских наук, заведующий кафедрой.
- Денисов, Александр Сергеевич, доктор медицинских наук, проректор, — работник той же академии;
- Брюсов, Павел Георгиевич, доктор медицинских наук, главный хирург Министерства обороны Российской Федерации;
- Жижин, Виктор Николаевич, кандидат медицинских наук, старший преподаватель Российской медицинской академии последипломного образования;
- Перельман, Михаил Израйлевич, академик Российской академии медицинских наук, заведующий кафедрой Московской медицинской академии имени И. М. Сеченова;
- Селезнев, Сергей Алексеевич, доктор медицинских наук, главный научный сотрудник-консультант Санкт-Петербургского научно-исследовательского института скорой помощи имени профессора И. И. Джанелидзе.

За создание мощных импульсных йодных лазерных систем «Искра-4» и «Искра-5» с выходной мощностью излучения до 100 ТВт для исследований в области термоядерного синтеза
- Гашеев, Анатолий Сергеевич, бывший старший научный сотрудник Российского федерального ядерного центра Всероссийского научно-исследовательского института экспериментальной физики.
- Ерошенко, Виктор Анатольевич, старший научный сотрудник.
- Зарецкий, Алексей Иванович, кандидат физико-математических наук, начальник лаборатории.
- Пунин, Валерий Тихонович, доктор физико-математических наук, начальник центра ядерных и радиационных исследований.
- Рядов, Александр Викторович, кандидат физико-математических наук, начальник лаборатории, — работник того же института;
- Андрезен, Александр Борисович, бывший научный сотрудник Государственного предприятия «Научно-исследовательский институт электрофизической аппаратуры имени Д. В. Ефремова»;
- Васильев, Александр Семёнович, ведущий инженер-конструктор акционерного общества «ЛОМО»;
- Катулин, Виктор Анатольевич, доктор физико-математических наук, заместитель директора — руководитель Самарского филиала Физического института имени П. Н. Лебедева Российской академии наук, — работник того же института

За разработку научных основ новых технологий производства высококачественного сливочного масла и их широкое внедрение на предприятиях России
- Вышемирский, Франц Адамович, доктор технических наук, заведующий отделом Всероссийского научно-исследовательского института маслоделия и сыроделия Российской академии сельскохозяйственных наук.
- Головков, Виктор Петрович, кандидат технических наук, директор.
- Красуля, Надежда Григорьевна, кандидат технических наук, старший научный сотрудник.
- Стаховский, Вячеслав Александрович, кандидат технических наук, заведующий лабораторией.
- Терешин, Герман Петрович, кандидат технических наук, заведующий лабораторией.

За цикл трудов «Глубинная геодинамика»
- Добрецов, Николай Леонтьевич, академик, генеральный директор Объединённого института геологии, геофизики и минералогии Сибирского отделения Российской академии наук.
- Кирдяшкин, Анатолий Григорьевич, доктор технических наук, заведующий лабораторией того же института;
- Богатиков, Олег Алексеевич, академик, заведующий лабораторией Института геологии рудных месторождений, петрографии, минералогии и геохимии Российской академии наук.
- Коваленко, Вячеслав Иванович, член-корреспондент Российской академии наук, заведующий лабораторией.
- Ярмолюк, Владимир Викторович, доктор геолого-минералогических наук, ведущий научный сотрудник, — работник того же института;
- Кузьмин, Михаил Иванович, член-корреспондент Российской академии наук, директор Института геохимии имени А. П. Виноградова Сибирского отделения Российской академии наук;
- Абрамович, Ильтезар Ильич, доктор геолого-минералогических наук, главный научный сотрудник Всероссийского научно-исследовательского геологического института имени А. П. Карпинского;
- Зоненшайн, Лев Павлович, член-корреспондент Российской академии наук (посмертно).

За создание стального проката повышенной прочности и хладостойкости для строительной индустрии, машиностроения и транспорта
- Комратов, Юрий Сергеевич, генеральный директор открытого акционерного общества «Нижнетагильский металлургический комбинат».
- Ляпцев, Владимир Семёнович, начальник лаборатории.
- Чернушевич, Андрей Владимирович, главный сталеплавильщик, — работник того же акционерного общества;
- Одесский, Павел Дмитриевич, доктор технических наук, главный научный сотрудник Государственного научно-исследовательского и проектно — экспериментального института комплексных проблем строительных конструкций и сооружений имени В. А. Кучеренко;
- Паршин, Владимир Андреевич, кандидат технических наук, президент научно-производственного акционерного общества «ТЕХНОМЕТ-НТ»;
- Тишаев, Серафим Ильич, доктор технических наук, главный научный сотрудник Института металлургии имени А. А. Байкова Российской академии наук.

За создание и внедрение в производство унифицированного ряда базовых колесных машин для дорожного строительства
- Семененко, Пётр Георгиевич, генеральный директор открытого акционерного общества «Кировский завод», руководитель работы.
- Орехов, Анатолий Николаевич, ведущий эксперт того же акционерного общества;
- Крикунов, Александр Николаевич, директор закрытого акционерного общества «Петербургский тракторный завод»;
- Ефименко, Фёдор Фёдорович, главный конструктор — начальник специального конструкторского бюро закрытого акционерного общества "Завод «Универсалмаш»;
- Парамонов, Виктор Алексеевич, кандидат технических наук, заместитель руководителя конструкторского подразделения открытого акционерного общества «Специальное конструкторское бюро транспортного машиностроения»;
- Иванова, Галина Николаевна, заместитель генерального директора Центра испытаний и сертификации — Санкт-Петербург.
- Окрепилов, Владимир Валентинович, доктор экономических наук, генеральный директор того же центра;
- Шашкин, Владимир Васильевич, доктор технических наук, первый вице-президент Академии транспорта Российской Федерации.

За создание мощного маршевого кислородно-водородного жидкостного ракетного двигателя РД-0120 и внедрение высокоэффективных криогенных технологий для разработки двигателей нового поколения и обеспечения международного сотрудничества
- Рачук, Владимир Сергеевич, доктор технических наук, генеральный конструктор — начальник Конструкторского бюро химавтоматики, руководитель работы.
- Дмитренко, Анатолий Иванович, кандидат технических наук, заместитель начальника отдела — ведущий конструктор того же конструкторского бюро;
- Биркин, Виктор Иванович, первый заместитель главного инженера — главный конструктор Воронежского механического завода;
- Волгин, Виктор Аркадьевич, начальник 1396 военного представительства Министерства обороны Российской Федерации;
- Дыменко, Станислав Кузьмич, доктор технических наук, начальник комплекса Научно-исследовательского института химического машиностроения;
- Калмыков, Герман Петрович, кандидат технических наук, начальник отделения Исследовательского центра имени М. В. Келдыша;
- Нестеров, Владимир Евгеньевич, заместитель начальника управления Российского космического агентства;
- Хаспеков, Виктор Георгиевич, начальник отделения Ракетно-космической корпорации «Энергия» имени С. П. Королёва.

За цикл работ «Новые методы в нелинейных проблемах математической физики и механики, приводящие к новым интегродифференциальным уравнениям»
- Маслов, Виктор Павлович, академик, заведующий кафедрой Московского государственного института электроники и математики (технического университета).

За разработку и реализацию технологии и оборудования отверждения жидких отходов высокого уровня радиоактивности для их экологически безопасного захоронения
- Бельтюков, Виталий Афанасьевич, инженер-технолог производственного объединения «Маяк».
- Константинович, Антон Александрович, кандидат технических наук, бывший начальник лаборатории того же объединения;
- Зырянов, Георгий Юрьевич, ведущий инженер акционерного общества «Свердловский научно-исследовательский институт химического машиностроения».
- Филиппов, Станислав Николаевич, кандидат технических наук, начальник отдела того же акционерного общества;
- Борисов, Георг Борисович, кандидат технических наук, ведущий научный сотрудник Государственного научного центра Российской Федерации «Всероссийский научно-исследовательский институт неорганических материалов имени академика А. А. Бочвара».
- Поляков, Анатолий Сергеевич, кандидат химических наук, заместитель директора того же центра;
- Курносов, Владимир Александрович, доктор технических наук, генеральный директор Всероссийского проектного и научно-исследовательского института комплексной энергетической технологии;
- Степанов, Сергей Егорович (посмертно).

За разработку комплекса научно-технических решений, обеспечивающих надёжность добычи природного газа при энергосберегающих технологиях и повышение газо- и конденсатоотдачи недр
- Жиденко, Георгий Георгиевич, кандидат технических наук, заведующий лабораторией Государственной академии нефти и газа имени И. М. Губкина.
- Коротаев, Юрий Павлович, доктор технических наук, заведующий кафедрой.
- Савченко, Владимир Васильевич, доктор технических наук, профессор, — работник той же академии;
- Вяхирев, Рем Иванович, кандидат технических наук, председателю правления Российского акционерного общества «Газпром».
- Гереш, Пётр Андреевич, кандидат технических наук, заместитель начальника управления.
- Кабанов, Николай Иванович, начальник управления, — работник того же акционерного общества;
- Гриценко, Александр Иванович, член-корреспондент Российской академии наук, генеральный директор Всероссийского научно-исследовательского института природных газов и газовых технологий;
- Панфилов, Михаил Борисович, доктор технических наук, заместитель директора Института проблем нефти и газа Российской академии наук.